# David Wilmot (Schauspieler)
David Wilmot (* 20. Jahrhundert in Dublin) ist ein irischer Schauspieler mit über 60 Rollen in Theater, Film und Fernsehen.

## Leben und Karriere
David Wilmot, geboren und aufgewachsen in Dublin, wo er auch die Newpark Comprehensive School besuchte, hat zahlreiche Rollen in irischen Filmen oder in britischen oder US-amerikanischen Filmen mit irischem Hintergrund gespielt. Unter anderem 1990 in Das Feld, im Jahr 1996 in der Michael Collins Biografie gespielt von Liam Neeson oder 1997 in dem Harrison-Ford- und -Brad-Pitt-Drama Vertrauter Feind. Im Jahr 2007 sah man ihn in der Kinoproduktion Waiting for Dublin oder 2011, 2014 und 2016 in John Michael McDonaghs schwarzen Komödien The Guard – Ein Ire sieht schwarz, Am Sonntag bist du tot und Dirty Cops – War on Everyone.
Darüber hinaus arbeitete Wilmot international als Schauspieler in Kino-Produktionen wie Intermission, Laws of Attraction, King Arthur, Anna Karenina, Solange ich atme, Phantastische Tierwesen: Grindelwalds Verbrechen oder Little Joe – Glück ist ein Geschäft.
Seit den späten 1980er Jahren ist David Wilmot auch als Schauspieler im Fernsehen zu sehen, unter anderem in Episoden von Fernsehserien wie The Bill, Die Tudors, Vikings, Genius oder The Crown. Zwischen 2003 und 2004 sah man ihn in 16 Episoden als Dr. Ed Costello in der TV-Serie The Clinic für die er eine Nominierung als Bester Hauptdarsteller – Drama für den Irish Film and Television Award erhielt. Von 2012 bis 2016 spielte er in 25 Episoden die Rolle des Sgt. Donald Artherton in der erfolgreichen britischen Fernsehserie Ripper Street, die von der BBC produziert wurde. Weitere komplexere TV-Rollen spielte er als Blackbeard-Pirat Israel Hands 2017 in der Fernsehserie Black Sails und 2018 verkörperte er in zehn Episoden der Fernsehserie The Alienist – Die Einkreisung neben Daniel Brühl, Luke Evans und Dakota Fanning die Rolle des Captain Connor.
Neben seiner Tätigkeit bei Film und Fernsehen arbeitet David Wilmot auch fürs Theater. Zu seinem Repertoire gehören Aufführungen am Abbey Theatre in Dublin, das Stück As You Like It mit der Druid Theatre Company in Galway und Juno und der Paycock im Londoner West End. Ferner spielte er Rollen in Stratford-upon-Avon im Jahr 2001, im Barbican Centre im Jahr 2002 und trat dann der Off-Broadway Atlantic Theatre Company-Produktion von 2006 bei, die später auf den Broadway übertragen wurde. Er wurde 2006 für seine Rolle in dem Stück The Lieutenant of Inishmore für den Tony Award für die beste Leistung eines Hauptdarstellers nominiert, weitere Nominierungen erhielt er mit dem Drama League Award für herausragende Leistungen und den Outer Critics Circle Award für herausragende Schauspieler in einem Stück. Gewonnen hat Wilmot für seine schauspielerischen Leistungen den Lucille Lortel Award für herausragende Hauptdarsteller und den Theatre World Award.

## Filmografie (Auswahl)

### Kino
- 1990: Das Feld (The Field)
- 1996: Michael Collins
- 1997: Vertrauter Feind (The Devil's Own)
- 1997: Tough Boys – Zwei rechnen ab (I Went Down)
- 1997: Der letzte Bus (The Last Bus Home)
- 1998: Der General (The General)
- 1999: A Love Divided
- 2000: Rat
- 2000: Flick
- 2003: Intermission
- 2004: Laws of Attraction
- 2004: King Arthur
- 2006: Studs
- 2006: Middletown
- 2007: Waiting for Dublin
- 2008: Dorothy Mills
- 2010: Die Republik der Bäume (All Good Children)
- 2010: Parked – Gestrandet (Parked)
- 2011: The Guard – Ein Ire sieht schwarz (The Guard)
- 2011: Eliot & Me
- 2012: Shadow Dancer
- 2012: Good Vibrations
- 2012: Anna Karenina
- 2013: The Food Guide to Love
- 2014: Am Sonntag bist du tot (Calvary)
- 2014: ’71
- 2014: Gold
- 2016: Dirty Cops – War on Everyone (War on Everyone)
- 2017: Solange ich atme (Breathe)
- 2018: Phantastische Tierwesen: Grindelwalds Verbrechen (Fantastic Beasts: The Crimes of Grindelwald)
- 2019: Little Joe – Glück ist ein Geschäft (Little Joe)
- 2019: Shadow of Violence (Calm with Horses)
- 2019: Ordinary Love
- 2022: The Wonder
- 2023: Lies We Tell

### Fernsehen
- 1987: Lapsed Catholics (Fernsehfilm)
- 1991: The Treaty (Fernsehfilm)
- 1993: The Bill (Fernsehserie, 1 Episode)
- 1997: The Tale of Sweeney Todd (Fernsehfilm)
- 2002: Ultimate Force (Fernsehserie, 1 Episode)
- 2002: Home for Christmas (Fernsehfilm)
- 2003–2004: The Clinic (Fernsehserie, 16 Episoden)
- 2009: Father & Son (Fernsehminiserie, 3 Episoden)
- 2009–2010: Die Tudors (The Tudors) (Fernsehserie, 5 Episoden)
- 2012: Die Helden der Titanic (Saving the Titanic) (Fernsehfilm)
- 2012: Treasure Island (Fernsehfilm)
- 2012: Immaturity for Charity (Fernsehfilm)
- 2012–2016: Ripper Street (Fernsehserie, 25 Episoden)
- 2013: Vikings (Fernsehserie, 1 Episode)
- 2016: Murder (Fernsehminiserie, 1 Episode)
- 2017: Black Sails (Fernsehserie, 10 Episoden)
- 2017: Vera – Ein ganz spezieller Fall (Vera, Fernsehserie, 1 Episode)
- 2018: The Alienist – Die Einkreisung (The Alienist, Fernsehserie, 10 Episoden)
- 2018: Genius (Fernsehserie, 1 Episode)
- 2018: Mother’s Day (Fernsehfilm)
- 2019: Resistance (Fernsehminiserie, 4 Episoden)
- 2019: The Crown (Fernsehserie, 1 Episode)
- 2019: Rebellion (Fernsehminiserie, 1 Episode)
- 2020: Der Brief für den König (The Letter for the King, Fernsehserie, 5 Episoden)
- 2020: Barkskins (Fernsehserie, 8 Episoden)
- 2021–2022: Station Eleven (Fernsehminiserie, 10 Episoden)

### Kurzfilme
- 1996: Gentleman Caller
- 2000: Der zweite Tod (The Second Death)
- 2004: Six Shooter
- 2005: Dick Terrapin
- 2010: (She Owns) Every Thing
- 2014: Justlikeabitch
- 2014: I Am Here
- 2018: Touchpaper

## Auszeichnungen (Auswahl)
Irish Film and Television Awards
- 2003: Auszeichnung als Best New Talent für Intermission
- 2003: Nominierung als Bester Nebendarsteller für Intermission
- 2004: Nominierung als Bester Hauptdarsteller – Drama für The Clinic
- 2013: Nominierung als Bester Nebendarsteller für Shadow Dancer

Tony Award
- 2006: Nominierung für den Tony Award als Bester Hauptdarsteller für The Lieutenant of Inishmore